# 本田財団
公益財団法人本田財団（ほんだざいだん）とは、「環境破壊、資源問題、世代、地域間格差等問題に対する研究、調査、普及活動及び助成」を目的として、1977年（昭和52年）12月に設立された財団法人である。2011年（平成23年）8月に、公益財団法人へと移行した。理事長は、初代が下田武三で、2代目が川島廣守、現3代目が石田寛人。

## 概要
本田技研工業の創業者である本田宗一郎と、その実弟である本田弁二郎の寄付金によって設立された財団であり、人間活動をとりまく環境全体との調和がはかられた技術を「エコテクノロジー」と呼び、その発展を支援し、普及を図るため、本田賞、Y-E-S奨励賞等の顕彰活動、国際シンポジウムやセミナー・懇談会の開催等の事業を行っている。

## 組織
- 理事長 石田寛人
- 副理事長 中島邦雄
- 常務理事 角田正樹
- 所在地　東京都中央区八重洲2-6-20 ホンダ八重洲ビル

## 主な活動
- 本田賞：エコテクノロジーに寄与する科学技術への貢献を讃え、毎年1件授賞
- 国際シンポジウム・懇談会：未来を拓くアイディアの交換と出会いの場を提供
- ホンダY-E-S奨励賞(Young Engineer and Scientist's Award)：次世代の科学技術を担うアジアのリーダーの育成を支援(ベトナム、カンボジア、ラオス、ミャンマー、バングラデシュの5カ国)